# Тверська тема
Тверська́ те́ма — тема в шаховій композиції. Суть теми — вступні ходи і загрози, щонайменше двох хибних слідів, в іншій фазі, або в рішенні стають матуючими ходами.

## Історія
Ідею запропонували російські шахові композитори з Тверської області, від чого й походить назва — тверська тема.
В задачі на цю тему проходить переміна функцій ходів білих фігур: як мінімум є два хибних сліди, кожен з загрозою мату. В наступній фазі ходи білих фігур, що були вступними і загрозами, стають матуючими ходами.
Алгоритм вираження теми.
1. A? ~ 2. B #, 1. ... !
1. C? ~ 2. D #, 1. ... !
1. !(?) 
1. ... a 2. A #
1. ... b 2. B #
1. ... c 2. C #
1. ... d 2. D #
|   | a | b | c | d | e | f | g | h |   |
| 8 | b8 білий ферзь · g8 чорний кінь · a7 білий король · d7 чорний слон · f7 білий кінь · b6 чорний пішак · d6 чорний пішак · c5 чорний пішак · d5 чорний пішак · g5 чорний пішак · a4 біла тура · c4 білий пішак · d4 чорний король · e4 білий кінь · f4 чорний кінь · g4 біла тура · h4 чорний ферзь · d3 білий пішак · c2 білий пішак · d2 білий пішак · e2 чорний пішак | b8 білий ферзь · g8 чорний кінь · a7 білий король · d7 чорний слон · f7 білий кінь · b6 чорний пішак · d6 чорний пішак · c5 чорний пішак · d5 чорний пішак · g5 чорний пішак · a4 біла тура · c4 білий пішак · d4 чорний король · e4 білий кінь · f4 чорний кінь · g4 біла тура · h4 чорний ферзь · d3 білий пішак · c2 білий пішак · d2 білий пішак · e2 чорний пішак | b8 білий ферзь · g8 чорний кінь · a7 білий король · d7 чорний слон · f7 білий кінь · b6 чорний пішак · d6 чорний пішак · c5 чорний пішак · d5 чорний пішак · g5 чорний пішак · a4 біла тура · c4 білий пішак · d4 чорний король · e4 білий кінь · f4 чорний кінь · g4 біла тура · h4 чорний ферзь · d3 білий пішак · c2 білий пішак · d2 білий пішак · e2 чорний пішак | b8 білий ферзь · g8 чорний кінь · a7 білий король · d7 чорний слон · f7 білий кінь · b6 чорний пішак · d6 чорний пішак · c5 чорний пішак · d5 чорний пішак · g5 чорний пішак · a4 біла тура · c4 білий пішак · d4 чорний король · e4 білий кінь · f4 чорний кінь · g4 біла тура · h4 чорний ферзь · d3 білий пішак · c2 білий пішак · d2 білий пішак · e2 чорний пішак | b8 білий ферзь · g8 чорний кінь · a7 білий король · d7 чорний слон · f7 білий кінь · b6 чорний пішак · d6 чорний пішак · c5 чорний пішак · d5 чорний пішак · g5 чорний пішак · a4 біла тура · c4 білий пішак · d4 чорний король · e4 білий кінь · f4 чорний кінь · g4 біла тура · h4 чорний ферзь · d3 білий пішак · c2 білий пішак · d2 білий пішак · e2 чорний пішак | b8 білий ферзь · g8 чорний кінь · a7 білий король · d7 чорний слон · f7 білий кінь · b6 чорний пішак · d6 чорний пішак · c5 чорний пішак · d5 чорний пішак · g5 чорний пішак · a4 біла тура · c4 білий пішак · d4 чорний король · e4 білий кінь · f4 чорний кінь · g4 біла тура · h4 чорний ферзь · d3 білий пішак · c2 білий пішак · d2 білий пішак · e2 чорний пішак | b8 білий ферзь · g8 чорний кінь · a7 білий король · d7 чорний слон · f7 білий кінь · b6 чорний пішак · d6 чорний пішак · c5 чорний пішак · d5 чорний пішак · g5 чорний пішак · a4 біла тура · c4 білий пішак · d4 чорний король · e4 білий кінь · f4 чорний кінь · g4 біла тура · h4 чорний ферзь · d3 білий пішак · c2 білий пішак · d2 білий пішак · e2 чорний пішак | b8 білий ферзь · g8 чорний кінь · a7 білий король · d7 чорний слон · f7 білий кінь · b6 чорний пішак · d6 чорний пішак · c5 чорний пішак · d5 чорний пішак · g5 чорний пішак · a4 біла тура · c4 білий пішак · d4 чорний король · e4 білий кінь · f4 чорний кінь · g4 біла тура · h4 чорний ферзь · d3 білий пішак · c2 білий пішак · d2 білий пішак · e2 чорний пішак | 8 |
| 7 | b8 білий ферзь · g8 чорний кінь · a7 білий король · d7 чорний слон · f7 білий кінь · b6 чорний пішак · d6 чорний пішак · c5 чорний пішак · d5 чорний пішак · g5 чорний пішак · a4 біла тура · c4 білий пішак · d4 чорний король · e4 білий кінь · f4 чорний кінь · g4 біла тура · h4 чорний ферзь · d3 білий пішак · c2 білий пішак · d2 білий пішак · e2 чорний пішак | b8 білий ферзь · g8 чорний кінь · a7 білий король · d7 чорний слон · f7 білий кінь · b6 чорний пішак · d6 чорний пішак · c5 чорний пішак · d5 чорний пішак · g5 чорний пішак · a4 біла тура · c4 білий пішак · d4 чорний король · e4 білий кінь · f4 чорний кінь · g4 біла тура · h4 чорний ферзь · d3 білий пішак · c2 білий пішак · d2 білий пішак · e2 чорний пішак | b8 білий ферзь · g8 чорний кінь · a7 білий король · d7 чорний слон · f7 білий кінь · b6 чорний пішак · d6 чорний пішак · c5 чорний пішак · d5 чорний пішак · g5 чорний пішак · a4 біла тура · c4 білий пішак · d4 чорний король · e4 білий кінь · f4 чорний кінь · g4 біла тура · h4 чорний ферзь · d3 білий пішак · c2 білий пішак · d2 білий пішак · e2 чорний пішак | b8 білий ферзь · g8 чорний кінь · a7 білий король · d7 чорний слон · f7 білий кінь · b6 чорний пішак · d6 чорний пішак · c5 чорний пішак · d5 чорний пішак · g5 чорний пішак · a4 біла тура · c4 білий пішак · d4 чорний король · e4 білий кінь · f4 чорний кінь · g4 біла тура · h4 чорний ферзь · d3 білий пішак · c2 білий пішак · d2 білий пішак · e2 чорний пішак | b8 білий ферзь · g8 чорний кінь · a7 білий король · d7 чорний слон · f7 білий кінь · b6 чорний пішак · d6 чорний пішак · c5 чорний пішак · d5 чорний пішак · g5 чорний пішак · a4 біла тура · c4 білий пішак · d4 чорний король · e4 білий кінь · f4 чорний кінь · g4 біла тура · h4 чорний ферзь · d3 білий пішак · c2 білий пішак · d2 білий пішак · e2 чорний пішак | b8 білий ферзь · g8 чорний кінь · a7 білий король · d7 чорний слон · f7 білий кінь · b6 чорний пішак · d6 чорний пішак · c5 чорний пішак · d5 чорний пішак · g5 чорний пішак · a4 біла тура · c4 білий пішак · d4 чорний король · e4 білий кінь · f4 чорний кінь · g4 біла тура · h4 чорний ферзь · d3 білий пішак · c2 білий пішак · d2 білий пішак · e2 чорний пішак | b8 білий ферзь · g8 чорний кінь · a7 білий король · d7 чорний слон · f7 білий кінь · b6 чорний пішак · d6 чорний пішак · c5 чорний пішак · d5 чорний пішак · g5 чорний пішак · a4 біла тура · c4 білий пішак · d4 чорний король · e4 білий кінь · f4 чорний кінь · g4 біла тура · h4 чорний ферзь · d3 білий пішак · c2 білий пішак · d2 білий пішак · e2 чорний пішак | b8 білий ферзь · g8 чорний кінь · a7 білий король · d7 чорний слон · f7 білий кінь · b6 чорний пішак · d6 чорний пішак · c5 чорний пішак · d5 чорний пішак · g5 чорний пішак · a4 біла тура · c4 білий пішак · d4 чорний король · e4 білий кінь · f4 чорний кінь · g4 біла тура · h4 чорний ферзь · d3 білий пішак · c2 білий пішак · d2 білий пішак · e2 чорний пішак | 7 |
| 6 | b8 білий ферзь · g8 чорний кінь · a7 білий король · d7 чорний слон · f7 білий кінь · b6 чорний пішак · d6 чорний пішак · c5 чорний пішак · d5 чорний пішак · g5 чорний пішак · a4 біла тура · c4 білий пішак · d4 чорний король · e4 білий кінь · f4 чорний кінь · g4 біла тура · h4 чорний ферзь · d3 білий пішак · c2 білий пішак · d2 білий пішак · e2 чорний пішак | b8 білий ферзь · g8 чорний кінь · a7 білий король · d7 чорний слон · f7 білий кінь · b6 чорний пішак · d6 чорний пішак · c5 чорний пішак · d5 чорний пішак · g5 чорний пішак · a4 біла тура · c4 білий пішак · d4 чорний король · e4 білий кінь · f4 чорний кінь · g4 біла тура · h4 чорний ферзь · d3 білий пішак · c2 білий пішак · d2 білий пішак · e2 чорний пішак | b8 білий ферзь · g8 чорний кінь · a7 білий король · d7 чорний слон · f7 білий кінь · b6 чорний пішак · d6 чорний пішак · c5 чорний пішак · d5 чорний пішак · g5 чорний пішак · a4 біла тура · c4 білий пішак · d4 чорний король · e4 білий кінь · f4 чорний кінь · g4 біла тура · h4 чорний ферзь · d3 білий пішак · c2 білий пішак · d2 білий пішак · e2 чорний пішак | b8 білий ферзь · g8 чорний кінь · a7 білий король · d7 чорний слон · f7 білий кінь · b6 чорний пішак · d6 чорний пішак · c5 чорний пішак · d5 чорний пішак · g5 чорний пішак · a4 біла тура · c4 білий пішак · d4 чорний король · e4 білий кінь · f4 чорний кінь · g4 біла тура · h4 чорний ферзь · d3 білий пішак · c2 білий пішак · d2 білий пішак · e2 чорний пішак | b8 білий ферзь · g8 чорний кінь · a7 білий король · d7 чорний слон · f7 білий кінь · b6 чорний пішак · d6 чорний пішак · c5 чорний пішак · d5 чорний пішак · g5 чорний пішак · a4 біла тура · c4 білий пішак · d4 чорний король · e4 білий кінь · f4 чорний кінь · g4 біла тура · h4 чорний ферзь · d3 білий пішак · c2 білий пішак · d2 білий пішак · e2 чорний пішак | b8 білий ферзь · g8 чорний кінь · a7 білий король · d7 чорний слон · f7 білий кінь · b6 чорний пішак · d6 чорний пішак · c5 чорний пішак · d5 чорний пішак · g5 чорний пішак · a4 біла тура · c4 білий пішак · d4 чорний король · e4 білий кінь · f4 чорний кінь · g4 біла тура · h4 чорний ферзь · d3 білий пішак · c2 білий пішак · d2 білий пішак · e2 чорний пішак | b8 білий ферзь · g8 чорний кінь · a7 білий король · d7 чорний слон · f7 білий кінь · b6 чорний пішак · d6 чорний пішак · c5 чорний пішак · d5 чорний пішак · g5 чорний пішак · a4 біла тура · c4 білий пішак · d4 чорний король · e4 білий кінь · f4 чорний кінь · g4 біла тура · h4 чорний ферзь · d3 білий пішак · c2 білий пішак · d2 білий пішак · e2 чорний пішак | b8 білий ферзь · g8 чорний кінь · a7 білий король · d7 чорний слон · f7 білий кінь · b6 чорний пішак · d6 чорний пішак · c5 чорний пішак · d5 чорний пішак · g5 чорний пішак · a4 біла тура · c4 білий пішак · d4 чорний король · e4 білий кінь · f4 чорний кінь · g4 біла тура · h4 чорний ферзь · d3 білий пішак · c2 білий пішак · d2 білий пішак · e2 чорний пішак | 6 |
| 5 | b8 білий ферзь · g8 чорний кінь · a7 білий король · d7 чорний слон · f7 білий кінь · b6 чорний пішак · d6 чорний пішак · c5 чорний пішак · d5 чорний пішак · g5 чорний пішак · a4 біла тура · c4 білий пішак · d4 чорний король · e4 білий кінь · f4 чорний кінь · g4 біла тура · h4 чорний ферзь · d3 білий пішак · c2 білий пішак · d2 білий пішак · e2 чорний пішак | b8 білий ферзь · g8 чорний кінь · a7 білий король · d7 чорний слон · f7 білий кінь · b6 чорний пішак · d6 чорний пішак · c5 чорний пішак · d5 чорний пішак · g5 чорний пішак · a4 біла тура · c4 білий пішак · d4 чорний король · e4 білий кінь · f4 чорний кінь · g4 біла тура · h4 чорний ферзь · d3 білий пішак · c2 білий пішак · d2 білий пішак · e2 чорний пішак | b8 білий ферзь · g8 чорний кінь · a7 білий король · d7 чорний слон · f7 білий кінь · b6 чорний пішак · d6 чорний пішак · c5 чорний пішак · d5 чорний пішак · g5 чорний пішак · a4 біла тура · c4 білий пішак · d4 чорний король · e4 білий кінь · f4 чорний кінь · g4 біла тура · h4 чорний ферзь · d3 білий пішак · c2 білий пішак · d2 білий пішак · e2 чорний пішак | b8 білий ферзь · g8 чорний кінь · a7 білий король · d7 чорний слон · f7 білий кінь · b6 чорний пішак · d6 чорний пішак · c5 чорний пішак · d5 чорний пішак · g5 чорний пішак · a4 біла тура · c4 білий пішак · d4 чорний король · e4 білий кінь · f4 чорний кінь · g4 біла тура · h4 чорний ферзь · d3 білий пішак · c2 білий пішак · d2 білий пішак · e2 чорний пішак | b8 білий ферзь · g8 чорний кінь · a7 білий король · d7 чорний слон · f7 білий кінь · b6 чорний пішак · d6 чорний пішак · c5 чорний пішак · d5 чорний пішак · g5 чорний пішак · a4 біла тура · c4 білий пішак · d4 чорний король · e4 білий кінь · f4 чорний кінь · g4 біла тура · h4 чорний ферзь · d3 білий пішак · c2 білий пішак · d2 білий пішак · e2 чорний пішак | b8 білий ферзь · g8 чорний кінь · a7 білий король · d7 чорний слон · f7 білий кінь · b6 чорний пішак · d6 чорний пішак · c5 чорний пішак · d5 чорний пішак · g5 чорний пішак · a4 біла тура · c4 білий пішак · d4 чорний король · e4 білий кінь · f4 чорний кінь · g4 біла тура · h4 чорний ферзь · d3 білий пішак · c2 білий пішак · d2 білий пішак · e2 чорний пішак | b8 білий ферзь · g8 чорний кінь · a7 білий король · d7 чорний слон · f7 білий кінь · b6 чорний пішак · d6 чорний пішак · c5 чорний пішак · d5 чорний пішак · g5 чорний пішак · a4 біла тура · c4 білий пішак · d4 чорний король · e4 білий кінь · f4 чорний кінь · g4 біла тура · h4 чорний ферзь · d3 білий пішак · c2 білий пішак · d2 білий пішак · e2 чорний пішак | b8 білий ферзь · g8 чорний кінь · a7 білий король · d7 чорний слон · f7 білий кінь · b6 чорний пішак · d6 чорний пішак · c5 чорний пішак · d5 чорний пішак · g5 чорний пішак · a4 біла тура · c4 білий пішак · d4 чорний король · e4 білий кінь · f4 чорний кінь · g4 біла тура · h4 чорний ферзь · d3 білий пішак · c2 білий пішак · d2 білий пішак · e2 чорний пішак | 5 |
| 4 | b8 білий ферзь · g8 чорний кінь · a7 білий король · d7 чорний слон · f7 білий кінь · b6 чорний пішак · d6 чорний пішак · c5 чорний пішак · d5 чорний пішак · g5 чорний пішак · a4 біла тура · c4 білий пішак · d4 чорний король · e4 білий кінь · f4 чорний кінь · g4 біла тура · h4 чорний ферзь · d3 білий пішак · c2 білий пішак · d2 білий пішак · e2 чорний пішак | b8 білий ферзь · g8 чорний кінь · a7 білий король · d7 чорний слон · f7 білий кінь · b6 чорний пішак · d6 чорний пішак · c5 чорний пішак · d5 чорний пішак · g5 чорний пішак · a4 біла тура · c4 білий пішак · d4 чорний король · e4 білий кінь · f4 чорний кінь · g4 біла тура · h4 чорний ферзь · d3 білий пішак · c2 білий пішак · d2 білий пішак · e2 чорний пішак | b8 білий ферзь · g8 чорний кінь · a7 білий король · d7 чорний слон · f7 білий кінь · b6 чорний пішак · d6 чорний пішак · c5 чорний пішак · d5 чорний пішак · g5 чорний пішак · a4 біла тура · c4 білий пішак · d4 чорний король · e4 білий кінь · f4 чорний кінь · g4 біла тура · h4 чорний ферзь · d3 білий пішак · c2 білий пішак · d2 білий пішак · e2 чорний пішак | b8 білий ферзь · g8 чорний кінь · a7 білий король · d7 чорний слон · f7 білий кінь · b6 чорний пішак · d6 чорний пішак · c5 чорний пішак · d5 чорний пішак · g5 чорний пішак · a4 біла тура · c4 білий пішак · d4 чорний король · e4 білий кінь · f4 чорний кінь · g4 біла тура · h4 чорний ферзь · d3 білий пішак · c2 білий пішак · d2 білий пішак · e2 чорний пішак | b8 білий ферзь · g8 чорний кінь · a7 білий король · d7 чорний слон · f7 білий кінь · b6 чорний пішак · d6 чорний пішак · c5 чорний пішак · d5 чорний пішак · g5 чорний пішак · a4 біла тура · c4 білий пішак · d4 чорний король · e4 білий кінь · f4 чорний кінь · g4 біла тура · h4 чорний ферзь · d3 білий пішак · c2 білий пішак · d2 білий пішак · e2 чорний пішак | b8 білий ферзь · g8 чорний кінь · a7 білий король · d7 чорний слон · f7 білий кінь · b6 чорний пішак · d6 чорний пішак · c5 чорний пішак · d5 чорний пішак · g5 чорний пішак · a4 біла тура · c4 білий пішак · d4 чорний король · e4 білий кінь · f4 чорний кінь · g4 біла тура · h4 чорний ферзь · d3 білий пішак · c2 білий пішак · d2 білий пішак · e2 чорний пішак | b8 білий ферзь · g8 чорний кінь · a7 білий король · d7 чорний слон · f7 білий кінь · b6 чорний пішак · d6 чорний пішак · c5 чорний пішак · d5 чорний пішак · g5 чорний пішак · a4 біла тура · c4 білий пішак · d4 чорний король · e4 білий кінь · f4 чорний кінь · g4 біла тура · h4 чорний ферзь · d3 білий пішак · c2 білий пішак · d2 білий пішак · e2 чорний пішак | b8 білий ферзь · g8 чорний кінь · a7 білий король · d7 чорний слон · f7 білий кінь · b6 чорний пішак · d6 чорний пішак · c5 чорний пішак · d5 чорний пішак · g5 чорний пішак · a4 біла тура · c4 білий пішак · d4 чорний король · e4 білий кінь · f4 чорний кінь · g4 біла тура · h4 чорний ферзь · d3 білий пішак · c2 білий пішак · d2 білий пішак · e2 чорний пішак | 4 |
| 3 | b8 білий ферзь · g8 чорний кінь · a7 білий король · d7 чорний слон · f7 білий кінь · b6 чорний пішак · d6 чорний пішак · c5 чорний пішак · d5 чорний пішак · g5 чорний пішак · a4 біла тура · c4 білий пішак · d4 чорний король · e4 білий кінь · f4 чорний кінь · g4 біла тура · h4 чорний ферзь · d3 білий пішак · c2 білий пішак · d2 білий пішак · e2 чорний пішак | b8 білий ферзь · g8 чорний кінь · a7 білий король · d7 чорний слон · f7 білий кінь · b6 чорний пішак · d6 чорний пішак · c5 чорний пішак · d5 чорний пішак · g5 чорний пішак · a4 біла тура · c4 білий пішак · d4 чорний король · e4 білий кінь · f4 чорний кінь · g4 біла тура · h4 чорний ферзь · d3 білий пішак · c2 білий пішак · d2 білий пішак · e2 чорний пішак | b8 білий ферзь · g8 чорний кінь · a7 білий король · d7 чорний слон · f7 білий кінь · b6 чорний пішак · d6 чорний пішак · c5 чорний пішак · d5 чорний пішак · g5 чорний пішак · a4 біла тура · c4 білий пішак · d4 чорний король · e4 білий кінь · f4 чорний кінь · g4 біла тура · h4 чорний ферзь · d3 білий пішак · c2 білий пішак · d2 білий пішак · e2 чорний пішак | b8 білий ферзь · g8 чорний кінь · a7 білий король · d7 чорний слон · f7 білий кінь · b6 чорний пішак · d6 чорний пішак · c5 чорний пішак · d5 чорний пішак · g5 чорний пішак · a4 біла тура · c4 білий пішак · d4 чорний король · e4 білий кінь · f4 чорний кінь · g4 біла тура · h4 чорний ферзь · d3 білий пішак · c2 білий пішак · d2 білий пішак · e2 чорний пішак | b8 білий ферзь · g8 чорний кінь · a7 білий король · d7 чорний слон · f7 білий кінь · b6 чорний пішак · d6 чорний пішак · c5 чорний пішак · d5 чорний пішак · g5 чорний пішак · a4 біла тура · c4 білий пішак · d4 чорний король · e4 білий кінь · f4 чорний кінь · g4 біла тура · h4 чорний ферзь · d3 білий пішак · c2 білий пішак · d2 білий пішак · e2 чорний пішак | b8 білий ферзь · g8 чорний кінь · a7 білий король · d7 чорний слон · f7 білий кінь · b6 чорний пішак · d6 чорний пішак · c5 чорний пішак · d5 чорний пішак · g5 чорний пішак · a4 біла тура · c4 білий пішак · d4 чорний король · e4 білий кінь · f4 чорний кінь · g4 біла тура · h4 чорний ферзь · d3 білий пішак · c2 білий пішак · d2 білий пішак · e2 чорний пішак | b8 білий ферзь · g8 чорний кінь · a7 білий король · d7 чорний слон · f7 білий кінь · b6 чорний пішак · d6 чорний пішак · c5 чорний пішак · d5 чорний пішак · g5 чорний пішак · a4 біла тура · c4 білий пішак · d4 чорний король · e4 білий кінь · f4 чорний кінь · g4 біла тура · h4 чорний ферзь · d3 білий пішак · c2 білий пішак · d2 білий пішак · e2 чорний пішак | b8 білий ферзь · g8 чорний кінь · a7 білий король · d7 чорний слон · f7 білий кінь · b6 чорний пішак · d6 чорний пішак · c5 чорний пішак · d5 чорний пішак · g5 чорний пішак · a4 біла тура · c4 білий пішак · d4 чорний король · e4 білий кінь · f4 чорний кінь · g4 біла тура · h4 чорний ферзь · d3 білий пішак · c2 білий пішак · d2 білий пішак · e2 чорний пішак | 3 |
| 2 | b8 білий ферзь · g8 чорний кінь · a7 білий король · d7 чорний слон · f7 білий кінь · b6 чорний пішак · d6 чорний пішак · c5 чорний пішак · d5 чорний пішак · g5 чорний пішак · a4 біла тура · c4 білий пішак · d4 чорний король · e4 білий кінь · f4 чорний кінь · g4 біла тура · h4 чорний ферзь · d3 білий пішак · c2 білий пішак · d2 білий пішак · e2 чорний пішак | b8 білий ферзь · g8 чорний кінь · a7 білий король · d7 чорний слон · f7 білий кінь · b6 чорний пішак · d6 чорний пішак · c5 чорний пішак · d5 чорний пішак · g5 чорний пішак · a4 біла тура · c4 білий пішак · d4 чорний король · e4 білий кінь · f4 чорний кінь · g4 біла тура · h4 чорний ферзь · d3 білий пішак · c2 білий пішак · d2 білий пішак · e2 чорний пішак | b8 білий ферзь · g8 чорний кінь · a7 білий король · d7 чорний слон · f7 білий кінь · b6 чорний пішак · d6 чорний пішак · c5 чорний пішак · d5 чорний пішак · g5 чорний пішак · a4 біла тура · c4 білий пішак · d4 чорний король · e4 білий кінь · f4 чорний кінь · g4 біла тура · h4 чорний ферзь · d3 білий пішак · c2 білий пішак · d2 білий пішак · e2 чорний пішак | b8 білий ферзь · g8 чорний кінь · a7 білий король · d7 чорний слон · f7 білий кінь · b6 чорний пішак · d6 чорний пішак · c5 чорний пішак · d5 чорний пішак · g5 чорний пішак · a4 біла тура · c4 білий пішак · d4 чорний король · e4 білий кінь · f4 чорний кінь · g4 біла тура · h4 чорний ферзь · d3 білий пішак · c2 білий пішак · d2 білий пішак · e2 чорний пішак | b8 білий ферзь · g8 чорний кінь · a7 білий король · d7 чорний слон · f7 білий кінь · b6 чорний пішак · d6 чорний пішак · c5 чорний пішак · d5 чорний пішак · g5 чорний пішак · a4 біла тура · c4 білий пішак · d4 чорний король · e4 білий кінь · f4 чорний кінь · g4 біла тура · h4 чорний ферзь · d3 білий пішак · c2 білий пішак · d2 білий пішак · e2 чорний пішак | b8 білий ферзь · g8 чорний кінь · a7 білий король · d7 чорний слон · f7 білий кінь · b6 чорний пішак · d6 чорний пішак · c5 чорний пішак · d5 чорний пішак · g5 чорний пішак · a4 біла тура · c4 білий пішак · d4 чорний король · e4 білий кінь · f4 чорний кінь · g4 біла тура · h4 чорний ферзь · d3 білий пішак · c2 білий пішак · d2 білий пішак · e2 чорний пішак | b8 білий ферзь · g8 чорний кінь · a7 білий король · d7 чорний слон · f7 білий кінь · b6 чорний пішак · d6 чорний пішак · c5 чорний пішак · d5 чорний пішак · g5 чорний пішак · a4 біла тура · c4 білий пішак · d4 чорний король · e4 білий кінь · f4 чорний кінь · g4 біла тура · h4 чорний ферзь · d3 білий пішак · c2 білий пішак · d2 білий пішак · e2 чорний пішак | b8 білий ферзь · g8 чорний кінь · a7 білий король · d7 чорний слон · f7 білий кінь · b6 чорний пішак · d6 чорний пішак · c5 чорний пішак · d5 чорний пішак · g5 чорний пішак · a4 біла тура · c4 білий пішак · d4 чорний король · e4 білий кінь · f4 чорний кінь · g4 біла тура · h4 чорний ферзь · d3 білий пішак · c2 білий пішак · d2 білий пішак · e2 чорний пішак | 2 |
| 1 | b8 білий ферзь · g8 чорний кінь · a7 білий король · d7 чорний слон · f7 білий кінь · b6 чорний пішак · d6 чорний пішак · c5 чорний пішак · d5 чорний пішак · g5 чорний пішак · a4 біла тура · c4 білий пішак · d4 чорний король · e4 білий кінь · f4 чорний кінь · g4 біла тура · h4 чорний ферзь · d3 білий пішак · c2 білий пішак · d2 білий пішак · e2 чорний пішак | b8 білий ферзь · g8 чорний кінь · a7 білий король · d7 чорний слон · f7 білий кінь · b6 чорний пішак · d6 чорний пішак · c5 чорний пішак · d5 чорний пішак · g5 чорний пішак · a4 біла тура · c4 білий пішак · d4 чорний король · e4 білий кінь · f4 чорний кінь · g4 біла тура · h4 чорний ферзь · d3 білий пішак · c2 білий пішак · d2 білий пішак · e2 чорний пішак | b8 білий ферзь · g8 чорний кінь · a7 білий король · d7 чорний слон · f7 білий кінь · b6 чорний пішак · d6 чорний пішак · c5 чорний пішак · d5 чорний пішак · g5 чорний пішак · a4 біла тура · c4 білий пішак · d4 чорний король · e4 білий кінь · f4 чорний кінь · g4 біла тура · h4 чорний ферзь · d3 білий пішак · c2 білий пішак · d2 білий пішак · e2 чорний пішак | b8 білий ферзь · g8 чорний кінь · a7 білий король · d7 чорний слон · f7 білий кінь · b6 чорний пішак · d6 чорний пішак · c5 чорний пішак · d5 чорний пішак · g5 чорний пішак · a4 біла тура · c4 білий пішак · d4 чорний король · e4 білий кінь · f4 чорний кінь · g4 біла тура · h4 чорний ферзь · d3 білий пішак · c2 білий пішак · d2 білий пішак · e2 чорний пішак | b8 білий ферзь · g8 чорний кінь · a7 білий король · d7 чорний слон · f7 білий кінь · b6 чорний пішак · d6 чорний пішак · c5 чорний пішак · d5 чорний пішак · g5 чорний пішак · a4 біла тура · c4 білий пішак · d4 чорний король · e4 білий кінь · f4 чорний кінь · g4 біла тура · h4 чорний ферзь · d3 білий пішак · c2 білий пішак · d2 білий пішак · e2 чорний пішак | b8 білий ферзь · g8 чорний кінь · a7 білий король · d7 чорний слон · f7 білий кінь · b6 чорний пішак · d6 чорний пішак · c5 чорний пішак · d5 чорний пішак · g5 чорний пішак · a4 біла тура · c4 білий пішак · d4 чорний король · e4 білий кінь · f4 чорний кінь · g4 біла тура · h4 чорний ферзь · d3 білий пішак · c2 білий пішак · d2 білий пішак · e2 чорний пішак | b8 білий ферзь · g8 чорний кінь · a7 білий король · d7 чорний слон · f7 білий кінь · b6 чорний пішак · d6 чорний пішак · c5 чорний пішак · d5 чорний пішак · g5 чорний пішак · a4 біла тура · c4 білий пішак · d4 чорний король · e4 білий кінь · f4 чорний кінь · g4 біла тура · h4 чорний ферзь · d3 білий пішак · c2 білий пішак · d2 білий пішак · e2 чорний пішак | b8 білий ферзь · g8 чорний кінь · a7 білий король · d7 чорний слон · f7 білий кінь · b6 чорний пішак · d6 чорний пішак · c5 чорний пішак · d5 чорний пішак · g5 чорний пішак · a4 біла тура · c4 білий пішак · d4 чорний король · e4 білий кінь · f4 чорний кінь · g4 біла тура · h4 чорний ферзь · d3 білий пішак · c2 білий пішак · d2 білий пішак · e2 чорний пішак | 1 |
|   | a | b | c | d | e | f | g | h |   |

FEN: 1Q4n1/K2b1N2/1p1p4/2pp2p1/R1PkNnRq/3P4/2PPp3/8
1. Qd6?  ~ 2. Qe5#, 1. ... Qh8!
1. Qb6?   ~ 2. Qb2#, 1. ... dc!
1. Sc5! ~ 2. Sb3#
1. ... dc4 2. Qd6#
1. ... dc5 2. Qe5#
1. ... Kc5 2. Qb6#
1. ... bc   2. Qb2#
В першому хибному сліді є вступний хід ферзем з загрозою оголошення мату цим ферзем, аналогічно в другому хибному сліді. Після вступного ходу дійсної гри на чотири захисти чорних виникають мати, два з яких в хибній грі були вступними ходами і два загрозами мату.